# 重岡建治
重岡 建治（しげおか けんじ、1936年8月24日 - 2025年2月24日）は、日本の彫刻家。

## 経歴・人物
満州国のハルビン出身。伊東市大室高原にある自身のアトリエにて制作活動を行った。
家族の絆をテーマに「触れる彫刻」を作り続けた。「作品はどこかしらつながっているから強度が保てる。人も同じ。」という思いが込められている。伊東市なぎさ公園モニュメント『聖家族』をはじめ、彫刻作品は美術館の他、駅前や公園などに屋外モニュメントとして設置されている。
用いる素材はブロンズ、大理石、木などさまざまで、日本国内のみならずスイス・ローザンヌ市、イタリア・リエティ市、中国・北京市などを含め国内外の公共施設に作品が設置されている。
日本人の両親が赴任していたジャムス市にて終戦を迎えると一家で日本に引き揚げ、熱海の山奥に定住。1958年定時制高校を卒業後、彫刻家圓鍔勝三の元に内弟子として入門。
日展では1961年から1970年まで9回入選。そのころ開催されていた現代イタリア彫刻展（於：日本橋高島屋）でその作品を目のあたりにして以来、熱望していたイタリアの彫刻家エミリオ・グレコへ師事するため、1971年にローマの国立アカデミア美術学校へ留学した。イタリア4年半の滞在中、アカデミア卒業後もグレコに師事、愛弟子として師の制作助手を務めその際デッサンの重要性を学んだ。
日本へ帰国した後も製作活動を続け、日本全国にモニュメントが設置されている。また東北地方太平洋沖地震（東日本大震災）の被災地復興のシンボルとして飯館村に24点の彫刻を設置。この村を「第二の故郷」と呼んでいた。そのほか各地自治体からの注文に応え精力的に制作活動を行った。
2025年2月24日、伊東市内の病院で死去。88歳没。

## 作品の例
受賞作の一例。
- 『伊豆の農夫』（1963年） - 日彫展奨励賞
- 『髪』（1965年） - 日彫展日彫賞
- 『ラウラの頭像』（1974年） - インターナショナルアカデミア美術展金賞
- 『家族』（1977年） - 伊東市制30周年記念モニュメント
- 『受胎告知』（1980年） - 第一回高村光太郎大賞展佳作賞
- 『白鳥讃歌』（1986年） - 大阪市南港緑道彫刻公募大賞